# Nova Orjîțea, Zhurivka
Nova Orjîțea (în ucraineană Нова Оржиця) este localitatea de reședință a comunei Nova Orjîțea din raionul Zhurivka, regiunea Kiev, Ucraina.

## Demografie
Componența lingvistică a localității Nova Orjîțea
     Ucraineană (98,99%)
     Rusă (1,01%)
Conform recensământului din 2001, majoritatea populației localității Nova Orjîțea era vorbitoare de ucraineană (98,99%), existând în minoritate și vorbitori de rusă (1,01%).